# Royalty Theatre
Royalty Theatre var en liten teater i London på 73 Dean Street i Soho. Den öppnade 1840 som "Miss Kelly's Theatre and Dramatic School" och stängdes 1938.
Aktrisen Frances Maria "Fanny" Kelly (1790–1882) använde sina sparade pengar från sin karriär till att etablera en dramaskola och tillhörande teater med 200 platser. Arkitekten hette Samuel Beazley och teatern och skolan var färdig 1837. Kelleys vän, uppfinnaren Rowland Macdonald Stephenson, övertalade henne att bygga ett teatermaskineri som han hade uppfunnit vilket kunde få scenen och dekoren att röra på sig; teoretiskt sett ett stort steg framåt i teaterteknologin. Det tog mer än två år att installera maskineriet. Teatern var "obskyrt belägen [och] farligt lättantändlig" men den hade "en relativt rymlig scen och Beazleys verk i auditoriet var vackert" The Times beskrev den fashionabla lilla teatern som "mycket vackert pyntad och utsmyckad, och målad i en ljus behaglig färg."
Det skulle visa sig att maskineriet var för tungt att hanteras av människor och Stephenson fick använda sig av en häst. På premiären den 25 maj 1840 uppfördes tre stycken: Summer and Winter av Morris Barnett; en melodram, The Sergeant's Wife; och farsen The Midnight Hour. Premiären blev ett fiasko och inom en vecka stängdes teatern. Kellys höga biljettpriser var ingen hjälp men det största problemet var att trampet av hästar och maskineriets oljud dränkte skådespelarnas röster och fick hela byggnaden att vibrera. Teatern fick rivas för att kunna avlägsna maskineriet. Den återuppbyggda teatern invigdes i februari 1841 till reducerade biljettpriset och med Kelly som läste sina egna monologer. Men efter en säsong blev hon sjuk. Hon försökte hyra ut teatern men under långa perioder stod den tom och användes mest för amatöruppsättningar, bland annat en av Charles Dickens verk. Inom ett decennium hade Kelly förlorat hela sin förmögenhet och vräktes från teatern.
1861 döptes den om till New Royalty Theatre och året därpå hyrdes den av Mrs Charles Selby, som utökade de 200 platserna till 650. Teatern fortsatte att byta ägare. På 1860-talet var den skådeplats för F. C. Burnands burlesk Black-Eyed Susan, som spelades nästan 500 gånger, och ett verk av W. S. Gilbert, The Merry Zingara. I början av 1870-talet styrdes teatern av Henrietta Hodson, som mestadels satte upp burlesker och komedier, till exempel Gilberts The Realm of Joy och Ought We to Visit Her?. Den 25 mars 1875, under ledning av Selina Dolaro, åtnjöt teatern en historisk succé med Gilbert och Sullivans Savoy opera Trial by Jury.
1877 tog Kate Santley kontroll över teatern i nära 30 år. Hon lät bygga om teatern och öppnade den på nytt 1883. Under denna period spelades opera-bouffes översatte från franska pjäser. Konkurrensen från andra teatrar var stor och 1891 började teatern spela modern dramatik av Henrik Ibsen och George Bernard Shaw. När teatern äntligen fick en stor framgång 1892 med farsen Charleys tant ledde populariteten till att föreställningen fick flyttas till en större teater. 1895-96 renoverades teatern och efter ytterligare en renovering 1906 leddes teatern under en säsong av Sarah Bernhardt. 1912 framfördes Milestones, av Arnold Bennett och Edward Knoblauch, över 600 gånger. Teatern stängdes 1938 och 1953 revs byggnaden.